# If I Needed Someone
"If I Needed Someone" é uma canção composta por George Harrison. Foi gravada pela banda britânica The Beatles e lançada no álbum Rubber Soul, de 1965.

## Sources
- Babiuk, Andy (2002). Beatles Gear. San Francisco, CA: Backbeat Books. ISBN 0-87930-731-5
- Badman, Keith (2001). The Beatles Diary Volume 2: After the Break-Up 1970–2001. London: Omnibus Press. ISBN 978-0-7119-8307-6
- The Beatles (2000). The Beatles Anthology. San Francisco, CA: Chronicle Books. ISBN 0-8118-2684-8
- Castleman, Harry; Podrazik, Walter J. (1976). All Together Now: The First Complete Beatles Discography 1961–1975. New York, NY: Ballantine Books. ISBN 0-345-25680-8
- Clayson, Alan (2003). George Harrison. London: Sanctuary. ISBN 1-86074-489-3
- Decker, James M. (2009). «'Try Thinking More': Rubber Soul and the transformation of pop». In:  Womack, Kenneth. The Cambridge Companion to the Beatles. Cambridge, UK: Cambridge University Press. ISBN 978-0-521-68976-2
- The Editors of Rolling Stone (2002). Harrison. New York, NY: Rolling Stone Press. ISBN 978-0-7432-3581-5
- Everett, Walter (1999). The Beatles as Musicians: Revolver Through the Anthology. New York, NY: Oxford University Press. ISBN 0-19-512941-5
- Everett, Walter (2001). The Beatles as Musicians: The Quarry Men through Rubber Soul. New York, NY: Oxford University Press. ISBN 0-19-514105-9
- Everett, Walter (2006). «Painting Their Room in a Colorful Way». In:  Womack, Kenneth; Davis, Todd F. Reading the Beatles: Cultural Studies, Literary Criticism, and the Fab Four. Albany, NY: State University of New York Press. ISBN 0-7914-6716-3
- Gould, Jonathan (2007). Can't Buy Me Love: The Beatles, Britain and America. London: Piatkus. ISBN 978-0-7499-2988-6
- Guesdon, Jean-Michel; Margotin, Philippe (2013). All the Songs: The Story Behind Every Beatles Release. New York, NY: Black Dog & Leventhal. ISBN 978-1-57912-952-1
- Harrison, George (2002) [1980]. I, Me, Mine. San Francisco, CA: Chronicle Books. ISBN 978-0-8118-5900-4
- Harry, Bill (2003). The George Harrison Encyclopedia. London: Virgin Books. ISBN 978-0-7535-0822-0
- Hertsgaard, Mark (1996). A Day in the Life: The Music and Artistry of the Beatles. London: Pan Books. ISBN 0-330-33891-9
- Hjort, Christopher (2008). So You Want to Be a Rock 'n' Roll Star: The Byrds Day-By-Day (1965–1973). London: Jawbone Press. ISBN 978-1-906002-15-2
- Inglis, Ian (2010). The Words and Music of George Harrison. Santa Barbara, CA: Praeger. ISBN 978-0-313-37532-3
- Jackson, Andrew Grant (2015). 1965: The Most Revolutionary Year in Music. New York, NY: Thomas Dunne Books. ISBN 978-1-250-05962-8
- Kruth, John (2015). This Bird Has Flown: The Enduring Beauty of Rubber Soul, Fifty Years On. Milwaukee, WI: Backbeat Books. ISBN 978-1-61713-573-6
- Lavezzoli, Peter (2006). The Dawn of Indian Music in the West. New York, NY: Continuum. ISBN 0-8264-2819-3
- Leng, Simon (2006). While My Guitar Gently Weeps: The Music of George Harrison. Milwaukee, WI: Hal Leonard. ISBN 978-1-4234-0609-9
- Lewisohn, Mark (1996). The Complete Beatles Chronicle. London: Bounty Books. ISBN 978-1-85152-975-9
- Lewisohn, Mark (2005) [1988]. The Complete Beatles Recording Sessions: The Official Story of the Abbey Road Years 1962–1970. London: Bounty Books. ISBN 978-0-7537-2545-0
- Lewisohn, Mark (2013). All These Years: Tune In. London: Little, Brown. ISBN 978-0-316-72960-4
- MacDonald, Ian (2005). Revolution in the Head: The Beatles' Records and the Sixties (2nd rev. edn). Chicago, IL: Chicago Review Press. ISBN 978-1-55652-733-3
- Miles, Barry (2001). The Beatles Diary Volume 1: The Beatles Years. London: Omnibus Press. ISBN 0-7119-8308-9
- Mojo Special Limited Edition: 1000 Days That Shook the World (The Psychedelic Beatles – April 1, 1965 to December 26, 1967). London: Emap. 2002
- Nash, Graham (2013). Wild Tales: A Rock & Roll Life. New York, NY: Crown Archetype. ISBN 978-0-385-34754-9
- O'Grady, Terence J. (1983). The Beatles: A Musical Evolution. [S.l.]: Twayne. ISBN 978-0-8057-9453-3
- Pedler, Dominic (2003). The Songwriting Secrets of the Beatles. London: Omnibus Press. ISBN 978-0-7119-8167-6
- Prendergast, Mark (2003). The Ambient Century: From Mahler to Moby – The Evolution of Sound in the Electronic Age. New York, NY: Bloomsbury. ISBN 1-58234-323-3
- Riley, Tim (2002) [1988]. Tell Me Why – The Beatles: Album by Album, Song by Song, the Sixties and After. Cambridge, MA: Da Capo Press. ISBN 978-0-306-81120-3
- Rodriguez, Robert (2012). Revolver: How the Beatles Reimagined Rock 'n' Roll. Milwaukee, WI: Backbeat Books. ISBN 978-1-61713-009-0
- Rogan, Johnny (1998). The Byrds: Timeless Flight Revisited. [S.l.]: Rogan House. ISBN 0-9529540-1-X
- Schaffner, Nicholas (1978). The Beatles Forever. New York, NY: McGraw-Hill. ISBN 0-07-055087-5
- Shea, Stuart; Rodriguez, Robert (2007). Fab Four FAQ: Everything Left to Know About the Beatles ... and More!. New York, NY: Hal Leonard. ISBN 978-1-4234-2138-2
- Southall, Brian (2015). The Road Is Long: The Hollies Story. Kimbolton (Cambs.), UK: Red Planet. ISBN 978-1-905959-76-1
- Winn, John C. (2008). Way Beyond Compare: The Beatles' Recorded Legacy, Volume One, 1962–1965. New York, NY: Three Rivers Press. ISBN 978-0-307-45239-9
- Womack, Kenneth (2014). The Beatles Encyclopedia: Everything Fab Four. Santa Barbara, CA: ABC-CLIO. ISBN 978-0-313-39171-2